# 蘭卡斯特 (伊利諾伊州)
蘭卡斯特（英語：Lancaster）是位於美國伊利諾伊州沃巴什縣的一個非建制地區。該地的面積和人口皆未知。

## 地理
蘭卡斯特的座標為38°34′49″N 87°50′14″W / 38.58028°N 87.83722°W，而該地的平均海拔高度為181米（即594英尺）。